# Maciej Cieśla
Maciej Cieśla (ur. 1988 w Szczecinie) – polski malarz współczesny tworzący pod pseudonimem Mecesla.

## Życiorys
Absolwent Akademii Sztuk Pięknych we Wrocławiu, na wydziale malarstwa i rzeźby, w pracowni Piotra Błażejewskiego. Wcześniej uczęszczał na zajęcia do szczecińskiego akwarelisty i architekta Piotra Skłodowskiego. W okresie 2013/2016 ukształtował swój charakterystyczny styl, który obejmuje współczesny ekspresjonizm, neofowizm, symbolizm i abstrakcję. Jest artystą niedowidzącym z powodu choroby Stargardta.

## Twórczość
Jego twórczość oscyluje między współczesnym ekspresjonizmem, abstrakcją i inspiracjami naturą, folklorem i tematyką społeczną.  Świat który kreuje w swoich pracach zawiera postaci zaczerpnięte z polskiego folkloru i fantastyki – jak fauny, rusałki, diabły leśne. Często porusza temat samej formy natury w pracach abstrakcyjnych, jak w serii „Strumień górski”. Odnosi się także do życia miejskiego, czego przykładem jest seria obrazów „Po alkoholu”, gdzie w sposób ironiczny przedstawia życie nocne. Pierwszym dużym wernisażem artysty był wernisaż pod tytułem „Szatan kobieta i Apokalipsa” w Domu Edyty Stein we Wrocławiu w 2015 r. Od 2017 roku kilkanaście jego obrazów znajduje się w Dreźnie, w galerii Abstrakte Momente. Współpracuje także z francuską galerią Singulart.

### Serie malarskie
- Kompozycja z dziewczyną i psem
- Formy i kolory natury – „Górski strumień” i „Ściółka leśna”
- „Jagoda i Fauny”
- „Po alkoholu”
- „Wiolonczelistki”
- Portrety „Między archetypem a autoportretem”